# 格倫維尤鎮區 (北達科他州伯利縣)
格倫維尤鎮區（英語：Glenview Township）是位於美國北達科他州伯利縣的一個鎮區。

## 地方資料
格倫維尤鎮區的面積為101.92平方千米，當中陸地面積為100.31平方千米，而水域面積為1.61平方千米。根據2010年美國人口普查的數據，當地共有人口216人，而人口密度為每平方千米2.12人。